# To’oto’oali’I Roger Stanley
Pour les articles homonymes, voir Stanley.
To’oto’oali’I Roger Stanley (1976-2018) est une militante samoane  fa'afafine, présidente de l'Association samoane Fa'afafine depuis sa fondation en 2006 jusqu'à sa mort.

## Biographie
So’oalo To’oto’oali’I Roger Stanley naît en 1976 . Ses parents se nomment Niutea et Stanley et habitent la ville de Siusega. Elle termine ses études aux Fidji et travaille pour le gouvernement samoan à partir de la fin des années 1990, en tant qu'analyste politique et agente administrative. Au moment de sa mort, elle travaillait pour la Samoa Tourism Authority.
Stanley est cofondatrice et présidente de l'Association fa'afafine samoane depuis sa création en 2006 jusqu'à sa mort en 2018,,. C'est Stanley qui convainc le président des Samoa de devenir le patron de cette association. En tant que militante, ainsi que fa'afafine, Stanley fait campagne pour les droits des personnes LGBTQ aux Samoa. Elle a été membre du conseil d'administration du Pacific Sexual and Gender Diversity Network. Elle considère son identité fa'afafine comme une identité culturelle plutôt que sexuelle, bien qu'elle reconnaisse l'utilité de la terminologie occidentale. Elle meurt à l'hôpital Tupua Tamasese Meaʻole de Motoʻotua (à Samoa) en janvier 2018.

## Prix
- Samoa Observer - Personnalité de l'année (2017)[2].

## Héritage
La vie de Stanley figurait dans la première pièce de théâtre néo-zélandaise à présenter un casting entièrement composé de queer de couleur. Les autres militants mentionnés dans The Eternal Queers sont notamment Garry Wu et Stormé DeLarverie.